# Androstenol
Androstenol – nieandrogenny steroid, pochodna dehydroepiandrosteronu.
Androstenol jest feromonem płciowym świń. U człowieka produkowany jest wyłącznie w okresie dojrzewania. Wytwarzany może być również przez bakterie występujące na skórze. Obecność tego związku stwierdzono w ludzkim pocie oraz moczu, przede wszystkim u mężczyzn. Androstenol uznawany jest za męski feromon. Stanowi on atraktant dla kobiet i jednocześnie repelent dla mężczyzn.
Zapach androstenolu jest kojarzony z piżmem bądź drzewem sandałowym.